# Material de disección

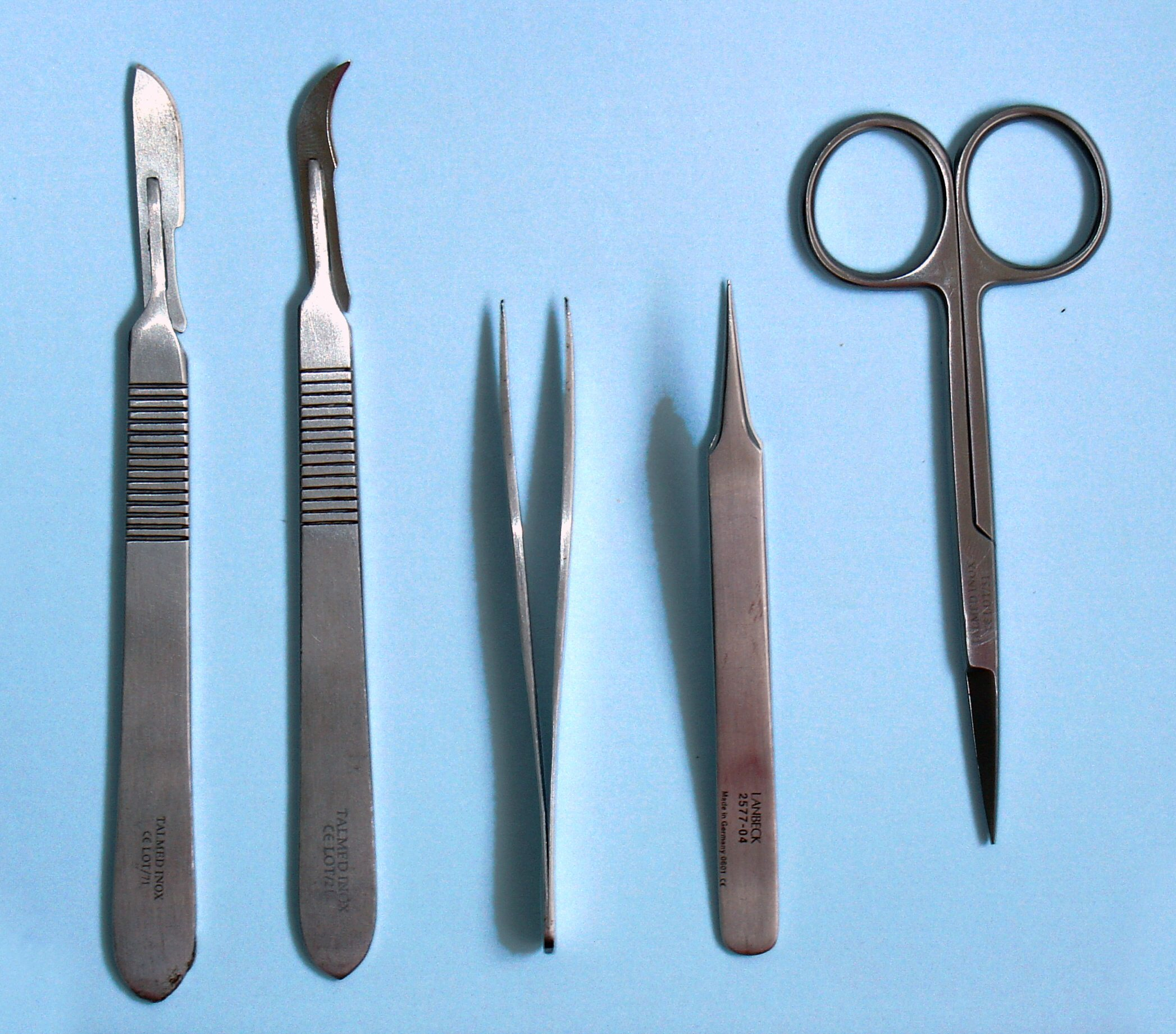
Material de disección básico, con dos bisturíes, dos pinzas y unas tijeras.

El material de disección es el conjunto de herramientas empleadas para realizar estudios de anatomía y morfología interna sobre animales y plantas (especímenes). 

## Material básico
- Estilete.
- Hemostática, tijera con prensa que sirve para sujetar los tejidos.
- Tijeras para cortar y separar tejidos.
- Pinzas, para sujetar los tejidos.
- Guantes, para proteger las manos.
- Bisturí (o escalpelo). Como consejo a la hora de realizar la disección, el bisturí ha de ser poco afilado, para así aumentar la precisión y evitar eliminar estructuras delicadas y de interés en el estudio que se está realizando. Las puntas del bisturí, si es interconvertible, pueden ser utilizadas para resecar (hoja curva) o para corte (hoja plana).
- Alfileres, para señalización, preferentemente de cabeza coloreada, para poder así visualizarlos mejor.
- Lupa.

## Manejo de pequeñas estructuras
En el caso de estudiar la morfología de seres pequeños o de partes pequeñas de su anatomía, el material debe permitir una gran precisión. Para ello, se emplean bisturíes de hojas especiales, pinzas histológicas de punta muy fina y tijeras con ambas puntas agudas y simétricas. La tijera curva sirve para cortar objetos o materiales de una masa específica.
Es conveniente mantener los tejidos húmedos o sumergidos en formol para evitar que se arruinen.
También es recomendable no comer alimentos ni tomar bebidas mientras se realiza la disección.
- Datos: Q6006008